# جون بي ماكدونو
جون بي ماكدونو (بالإنجليزية: John P. McDonough)‏ هو ضابط أمريكي، ولد في 1928 في بوسطن في الولايات المتحدة.